# Lista orașelor din Nicaragua
Aceasta este lista orașelor din Nicaragua, ordonată după numărul populației în baza recensământului din 28 mai 2005, și cu date de la recensămintele precedente din 20 aprilie 1971 și 25 aprilie 1995, efectuate de Instituto Nacional de Estadísticas y Censos (INEC).
| #   | Nume               | Rec. 1971 | Rec. 1995 | Rec. 2005 | Departament        |
| --- | ------------------ | --------- | --------- | --------- | ------------------ |
| 1.  | Managua            | 384.904   | 864.201   | 908.892   | Managua            |
| 2.  | León               | 54.841    | 123.865   | 139.433   | León               |
| 3.  | Chinandega         | 29.922    | 97.387    | 95.614    | Chinandega         |
| 4.  | Masaya             | 30.796    | 88.971    | 92.598    | Masaya             |
| 5.  | Estelí             | 19.801    | 71.550    | 90.294    | Estelí             |
| 6.  | Tipitapa           | 5.674     | 67.925    | 85.948    | Managua            |
| 7.  | Matagalpa          | 20.682    | 59.397    | 80.228    | Matagalpa          |
| 8.  | Granada            | 35.422    | 71.783    | 79.418    | Granada            |
| 9.  | Ciudad Sandino     | ...       | ...       | 72.501    | Managua            |
| 10. | Juigalpa           | 8.772     | 36.999    | 42.763    | Chontales          |
| 11. | Jinotega           | 10.235    | 30.824    | 41.134    | Jinotega           |
| 12. | Puerto Cabezas     | 5.528     | 22.588    | 39.428    | Atlanticul de Nord |
| 13. | El Viejo           | 8.480     | 33.607    | 39.178    | Chinandega         |
| 14. | Bluefields         | 14.406    | 33.745    | 38.623    | Atlanticul de Sud  |
| 15. | Diriamba           | 10.151    | 30.558    | 35.222    | Carazo             |
| 16. | Chichigalpa        | 14.596    | 28.823    | 34.243    | Chinandega         |
| 17. | Ocotal             | 7.734     | 25.264    | 34.190    | Nueva Segovia      |
| 18. | Jinotepe           | 12.461    | 25.132    | 31.257    | Carazo             |
| 19. | Rivas              | 10.007    | 20.868    | 27.650    | Rivas              |
| 20. | Nueva Guinea       | ...       | 31.359    | 25.585    | Atlanticul de Sud  |
| 21. | Mateare            | 1.331     | 11.417    | 25.313    | Managua            |
| 22. | Jalapa             | 3.604     | 21.668    | 24.435    | Nueva Segovia      |
| 23. | San Rafael del Sur | 2.896     | 19.083    | 23.420    | Managua            |
| 24. | Sébaco             | 3.200     | 16.102    | 22.431    | Matagalpa          |
| 25. | Boaco              | 6.443     | 17.344    | 20.405    | Boaco              |
| 26. | Nagarote           | 7.250     | 19.646    | 19.614    | León               |
| 27. | La Paz Centro      | 6.622     | 17.299    | 19.010    | León               |
| 28. | San Marcos         | 3.491     | 16.041    | 18.852    | Carazo             |
| 29. | Somoto             | 5.579     | 14.218    | 18.126    | Madriz             |
| 30. | Nindirí            | 2.148     | 7.563     | 17.313    | Masaya             |
| 31. | Ciudad Darío       | 5.708     | 9.745     | 16.646    | Matagalpa          |
| 32. | Corinto            | 13.371    | 16.926    | 16.466    | Chinandega         |
| 33. | Nandaime           | 5.677     | 14.594    | 15.866    | Granada            |
| 34. | Masatepe           | 7.181     | 13.924    | 15.482    | Masaya             |
| 35. | El Rama            | 1.432     | 17.138    | 14.838    | Atlanticul de Sud  |
| 36. | Camoapa            | 4.485     | 11.110    | 13.995    | Boaco              |
| 37. | Somotillo          | 1.853     | 9.891     | 13.290    | Chinandega         |
| 38. | Río Blanco         | ...       | 9.242     | 12.933    | Matagalpa          |
| 39. | La Concepción      | 2.684     | 8.986     | 12.234    | Masaya             |
| 40. | San Carlos         | 2.487     | 8.909     | 12.174    | Río San Juan       |
| 41. | Santo Tomás        | 2.320     | 10.167    | 11.678    | Chontales          |
| 42. | Larreynaga         | 4.183     | 5.475     | 11.292    | León               |
| 43. | La Trinidad        | 3.410     | 7.267     | 11.000    | Estelí             |
| 44. | Siuna              | ...       | 8.530     | 10.345    | Atlanticul de Nord |
| 45. | Ticuantepe         | ...       | 7.749     | 10.328    | Managua            |
| 46. | Condega            | 3.399     | 7.856     | 10.067    | Estelí             |